# Gradella
Gradella (v cremonaškem narečju Gardèlla), je italijansko naselje v deželi Lombardija, pokrajini Cremona, v občini Pandino
V tej majhni vasici je živel grof Aymo Maggi.

## Rojeni v Gradelli
- Egidio Miragoli, (*1955) rimskokatoliški duhovnik, škof škofije Mondovì

## Arhitektura
- župnijska cerkev sv. Trojice in sv. Bassiana 19. stoletje